# Anthis von Leiningen
Graf Anthis von Leiningen (* 1422 in Kelheim; † 2. September 1475), auch: Anton von Leiningen, bekleidete im Benediktinerorden eine Reihe von Funktionen.

## Herkunft
Graf Anthis von Leiningen war Sohn von Graf Emich VII. von Leiningen-Dagsburg (1370–1452) und seiner Frau, Beatrix von Zähringen, Markgräfin von Baden–Hachberg (1400–1452). Während sein älterer Bruder, Emich VIII. (1415–1495), das väterliche Erbe übernahm, trat Anthis in den Benediktinerorden ein.

## Karriere
Anthis war Mönch im Reichskloster Weißenburg (heute: Wissembourg) im Elsass. Hier hatte er mehrere Funktionen. Zunächst war er Kustos des Klosters. Er wurde Propst zweier vom Kloster abhängiger Stifte, St. Stephan und Viertürme. Sein Bruder, Emich VIII., war Lehensträger des Klosters und vehementer Gegner von Kurfürst Friedrich I. von der Pfalz, der versuchte, sich Rechte und Besitz des Klosters anzueignen. Dies führte zum Weißenburger Krieg (1469–1472), in dem Leininger Militär gegen kurpfälzisches kämpfte. Anthis und Emich VIII. von Leiningen standen dabei auf Seiten des Klosters. Dessen Abt, Jakob von Bruck, ernannte Anthis zu seinem Vertreter und überließ ihm – krankheitsbedingt – die Verwaltung des Klosters etwa ab 1472. Jakob von Bruck starb noch im Herbst des gleichen Jahres. Anthis von Leiningen amtierte weiter als Verwalter des Reichsklosters, ohne Abt zu werden. Vor dem 5. November 1474 – der genaue Zeitpunkt ist nicht bekannt – löste ihn in dieser Funktion für ein halbes Jahr Erpho, Abt des Klosters Klingenmünster, ab. Erst 1475, mit der Wahl von Heinrich von Homburg († 25. Mai 1496), Abt des Klosters St. Peter in Merseburg, zum Abt des Klosters Weißenburg, wurde wieder ein regulärer Abt eingesetzt.